# Willem Aarnoud van Citters

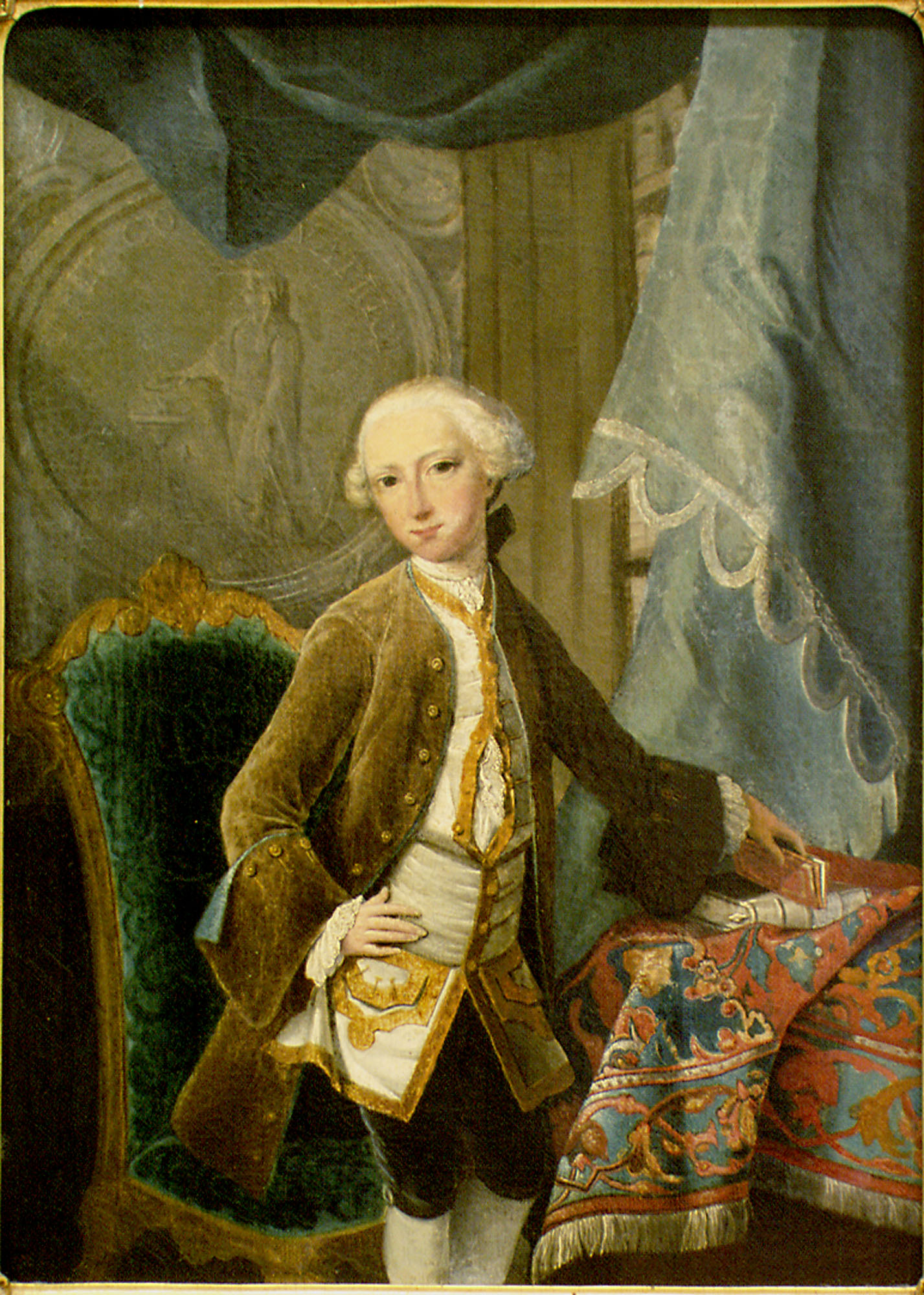
Willem Aarnoud van Citters

Willem Aarnoud (ook: Willem Aarnout) van Citters (Middelburg, 28 januari 1741 - Arnemuiden, 22 september 1811) was raadpensionaris van Zeeland van 1788 tot 1795. Hij was de zoon van Aarnout van Citters en Sara Jacoba Ockerse en neef van Wilhem van Citters, raadpensionaris van Zeeland van 1760 tot 1766.
Vanaf 1761 tot 1793 bekleedde hij bestuurlijke functies in Middelburg, zoals raad (1761-1793), schepen (1762-1786) en thesaurier (1769-1781). Van Citters was burgemeester van Middelburg in de jaren 1779, 1782, 1785 en 1788. Hij speelt een dominante rol in de orangistische partij in Zeeland. Hij was een van de schrijvers van de Acte van Verbintenis in 1787 die de orangisten moest organiseren en de patriotten ten val moeten brengen. Hiermee was hij betrokken bij het overleg in Nijmegen, waarbij plannen beraamd worden om stadhouder Willem V weer aan de macht te brengen.
Als opvolger van Laurens van de Spiegel werd Van Citters benoemd tot raadpensionaris van Zeeland. Hij bleef deze functie vervullen tot het einde van de Republiek in 1795.